# Marquardo di Randeck
Marquardo di Randeck (Marquart di Randelle in friulano; Marquard von Randeck in tedesco; Augusta, 1296 – Faedis, 3 gennaio 1381) è stato un patriarca cattolico tedesco, insieme a Bertoldo di Andechs-Merania e a Bertrando di San Genesio, fu uno dei patriarchi di Aquileia di maggior rilievo.

## Biografia
Originario della regione tedesca della Svevia, apparteneva alla famiglia dei signori di Randeck, che all'epoca governava la regione di Ochsenwang. Nato nel 1296 dal cavaliere Enrico di Randeck, venne educato dallo zio paterno Corrado, che era canonico e custode della città di Augusta.
La carriera ecclesiastica di Marquardo iniziò come prevosto della città di Bamberga, in tale veste si unì al seguito inviato da Carlo IV a papa Clemente VI ad Avignone con l'incarico di gran cancelliere.
Fu nominato vescovo di Augusta nel 1348, dopo la rinuncia di Enrico III di Schönegg. Nel 1354 accompagnò l'imperatore durante il suo primo viaggio a Roma: la sua firma seguì immediatamente quella dell'imperatore. Il 21 maggio 1355 Marquardo si recò a Pisa per sedare una rivolta contro l'imperatore, la sua divisione venne sconfitta e lui fu ferito (anche se in modo non grave). Rimase a Pisa come capitano generale in Italia e come governatore regio responsabile per la riscossione del risarcimento dovuto dai ribelli.
Vicario imperiale contro i Visconti, fu sconfitto e catturato a Casorate Primo, presso Pavia, il 13 novembre 1356 da Lodrisio Visconti. Il 24 marzo 1365 gli fu conferito dall'imperatore il titolo di luogotenente e capitano generale del Friuli.

### Patriarca di Aquileia
Nel 1365 il patriarcato di Aquileia era rimasto vacante. L'imperatore cercò di farlo nominare arcivescovo di Salisburgo. Papa Urbano V gli preferì il candidato degli Asburgo, ma il 23 agosto lo nominò patriarca di Aquileia, carica che ricoprì fino al momento della morte, nel 1381.
Il 7 giugno 1366, il patriarca Marquardo entrò nella città di Cividale del Friuli, sede del patriarcato, attraverso la porta di San Pietro, accolto con grandi onori da tutta la popolazione della città, che visse sotto questo patriarca il momento della sua massima potenza giurisdizionale. Nella cattedrale venne collocata in segno del potere temporale, una spada sguainata, che il patriarca ripose in una guaina bianca; tale evento viene ricordato ancora oggi, il 6 gennaio di ogni anno, nella Messa dello Spadone.
Per l'occasione dell'entrata in città del patriarca, venne convocato il Parlamento della Patria del Friuli. Il patriarca venne omaggiato con la consegna di prodotti della terra da parte dei deputati, che posero al suo servizio i loro feudi e gastaldie con le insegne e i soldati.
Marquardo dovette però affrontare la difficile situazione lasciatatagli in eredità dal predecessore: il vicedomino Francesco Savorgnan riuscì a sconfiggere presso Fagagna i feudatari ribelli Gualtiero Bertoldo IV signore di Spilimbergo (che venne catturato), Villalta, Strassoldo, Pertistain e Ragogna con truppe degli Asburgo (1365); anche Venzone (in mani asburgiche) si arrese ai patriarcali e venne conclusa la pace con Alberto III e Leopoldo III "Il Pio" duchi d'Austria, ai quali restarono solo i beni patriarcali in Stiria, Carinzia e Carniola. Inoltre Marquardo ottenne il giuramento di fedeltà da Ugo signore di Duino (1366) e rioccupò Tolmino caduta in mano ai conti di Gorizia.
Marquardo si dedicò con impegno alla guerra contro la Serenissima: contro Venezia, alleata con i Visconti signori di Milano e con i Lusignano re di Cipro, si formò l'alleanza tra il patriarca, Luigi I d'Ungheria, Alberto III e Leopoldo III "Il Pio" d'Asburgo, la repubblica di Genova, Enrico IV e Giovanni Mainardo conti di Gorizia e Francesco "Il Vecchio" da Carrara signore di Padova. Trieste venne attaccata dai veneziani e fu soccorsa da Leopoldo III con 10.000 uomini che affrontarono i veneziani nella valle di Montecavo mentre Taddeo Giustiniani sbarcava un contingente alle loro spalle, e furono sconfitti (5 settembre 1369) costringendo la città alla resa. Con il trattato di Lubiana (30 ottobre 1370) il duca d'Austria uscì dall'alleanza; patriarcali, carraresi ed ungheresi furono sconfitti dai Veneziani sul Piave (1372) e presso Treviso (1º luglio 1373) dal doge Andrea Contarini, che impiegò anche mercenari turchi. Le parti firmano la pace il 12 settembre 1373 riconfermando la situazione precedente alla guerra, con la sola eccezione di Feltre e Belluno tolte da Venezia a Francesco "Il Vecchio".
Il patriarca non si diede per vinto e, durante la Guerra di Chioggia, approfittando dell'iniziale svantaggio veneziano, appoggiato da Leopoldo III "Il Pio" d'Asburgo con contingenti ungheresi e dalla flotta genovese invase l'Istria: Capodistria e Pola caddero mentre Pirano e Parenzo resistettero; nel mentre Trieste, che era stata di nuovo occupata, si liberò per venire di nuovo assediata; Leopoldo III d'Asburgo accorse in supporto con 10.000 uomini ma fu nuovamente sconfitto; ma il 26 giugno 1380 prese definitivamente la città. In Istria i veneziani ripresero Capodistria e Pola e la guerra si chiuse con la pace di Torino 2 maggio 1381. Trieste rimase in mani patriarcali mentre furono persi alcuni territori in Istria.
Dotato di una profonda cultura giuridica, l'8 novembre 1366 a Sacile promulgò le Constitutiones Patriae Foriiulii dette anche Codice Marquardiano, il corpus delle leggi, soprattutto civili e procedurali, che formò la base principale del diritto friulano, in vigore fino alla fine del XVIII secolo, con la caduta della Serenissima. Il patriarca si dedicò anche al restauro della Basilica di Aquileia, danneggiata da un grave terremoto nel 1348 e ricostruita in stile gotico.
Sotto l'amministrazione del patriarca Marquardo, il Friuli visse uno dei periodi migliori, caratterizzato, nonostante la guerre con i vicini, da pace e tranquillità interna.
Marquardo morì il 3 gennaio 1381 a Soffumbergo di Faedis e fu l'ultimo patriarca ad essere sepolto nella basilica di Aquileia. Alla sua morte seguì la guerra di successione al Patriarcato di Aquileia: scontri fra la fazione filoimperiale che appoggiava il futuro patriarca Filippo d'Alençon e la fazione filoveneziana (chiamata La felice unione). Dopo non pochi danni ai territori del patriarcato prevalse la fazione filoimperiale, guidata da Giovanni da Barbiano.